# Tronversen

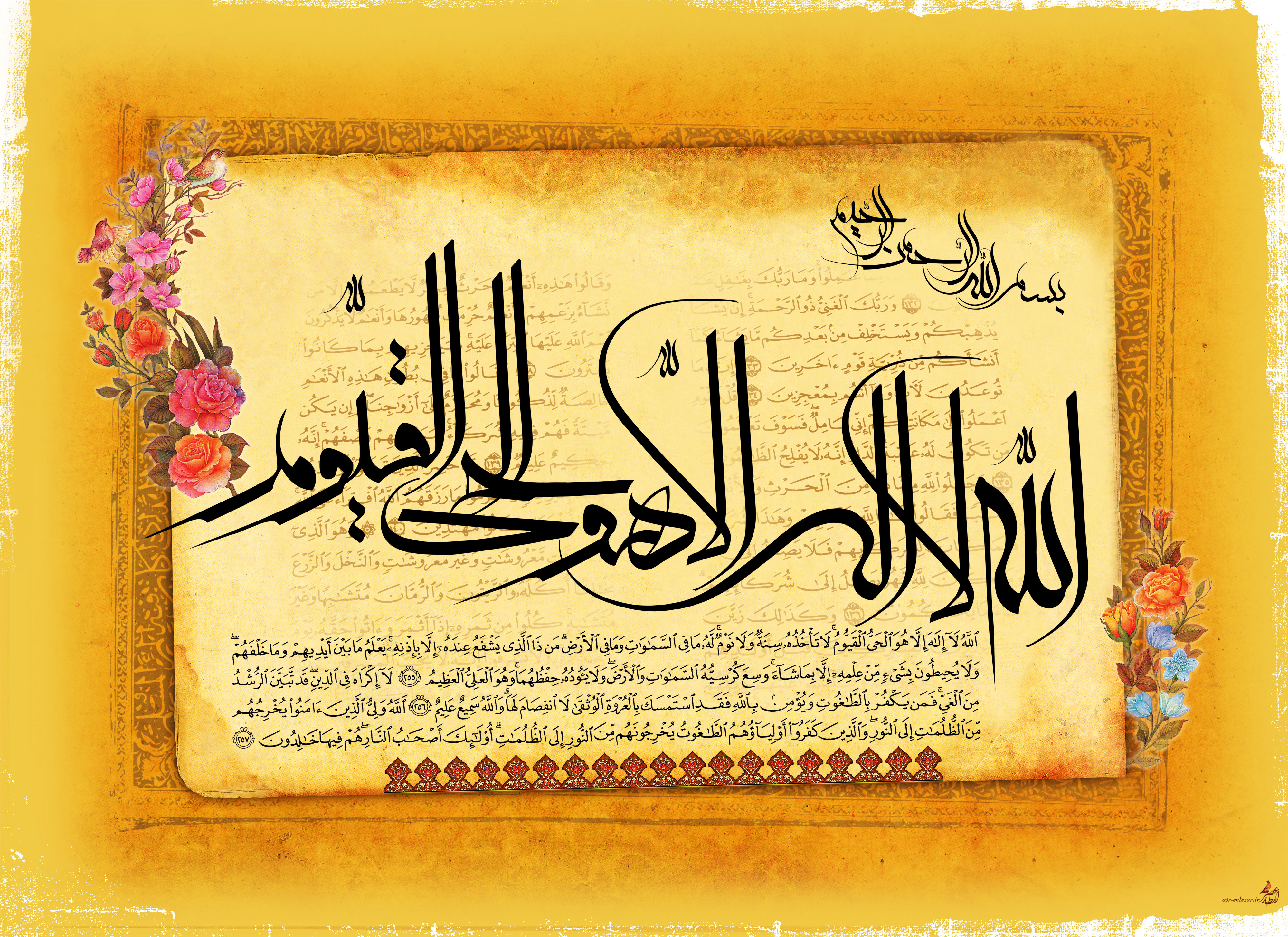
Islamisk kalligrafi av tronversen.

Tronversen (arabiska: آيَةُ ٱلْكُرْسِيِّ, Ayat al-Kursi) är koranvers 255 i sura al-Baqara. I denna vers ges det olika beskrivningar om Guds egenskaper, samt om Hans tron/stol (kursi). Detta är en av de välkända verserna i Koranen och är allmänt memorerad och visad i den islamiska tron. Denna vers är ett klassiskt uttalande om islamisk monoteism. 
GUD - det finns ingen gud utom Han, den Levande, skapelsens evige Vidmakthållare. Slummer överraskar Honom inte och inte heller sömn. Honom tillhör allt det som himlarna rymmer och det som jorden bär. Vem är den som vågar tala [för någon] inför Honom utan Hans tillstånd? Han vet allt vad [människor] kan veta och allt som är dolt för dem och av Hans kunskap kan de inte omfatta mer än Han tillåter. Hans allmakts tron omsluter himlarna och jorden. Att värna och bevara dem är för Honom ingen börda. Han är den Höge, den Härlige. (Koranens budskap, 2:255) 
Enligt en återberättelse från den sjätte shiaimamen Jafar al-Sadiq har kursi sagts vara Guds kunskap.

## Galleri

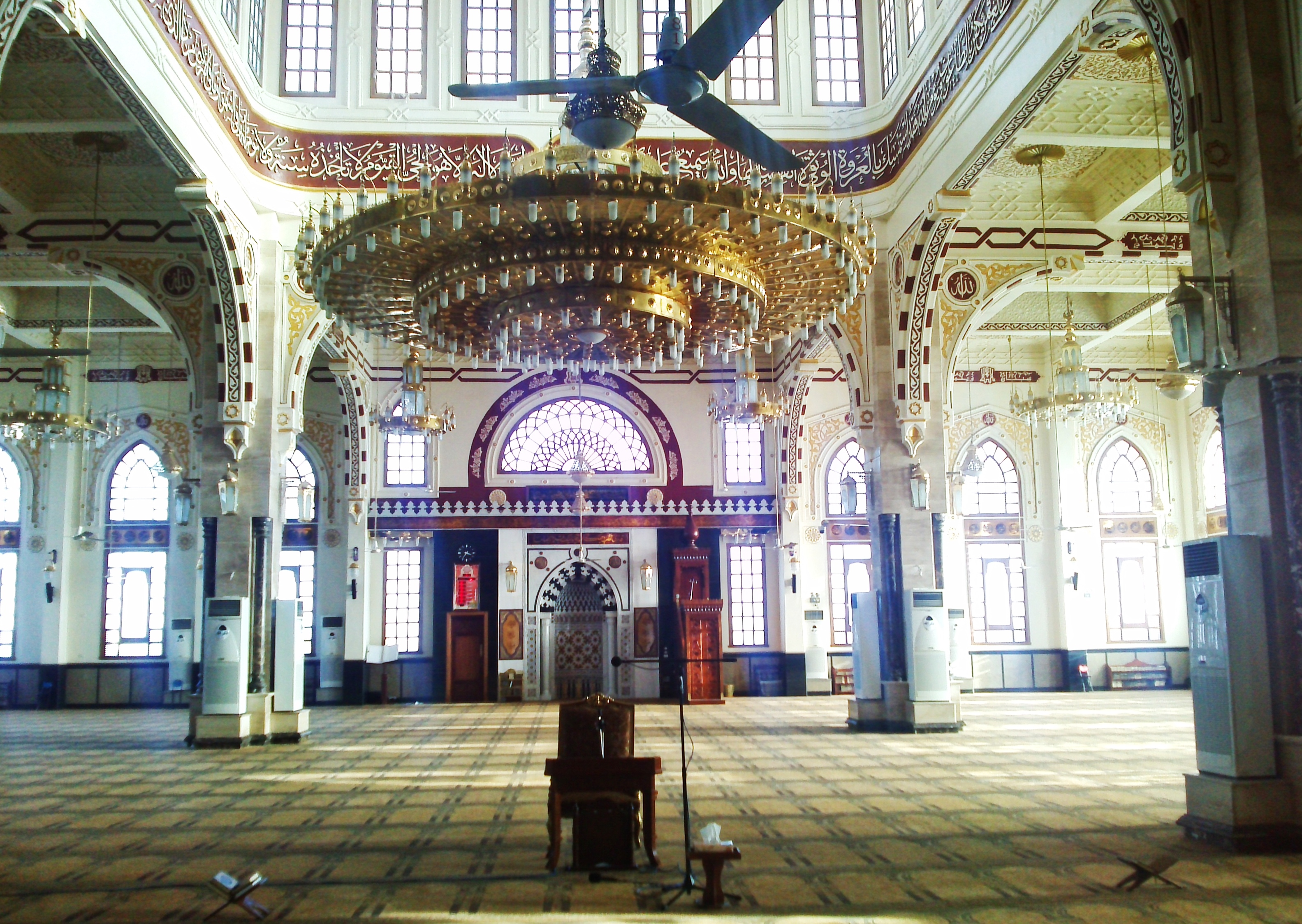
Tronversen i en moské i Hurghada, Egypten.
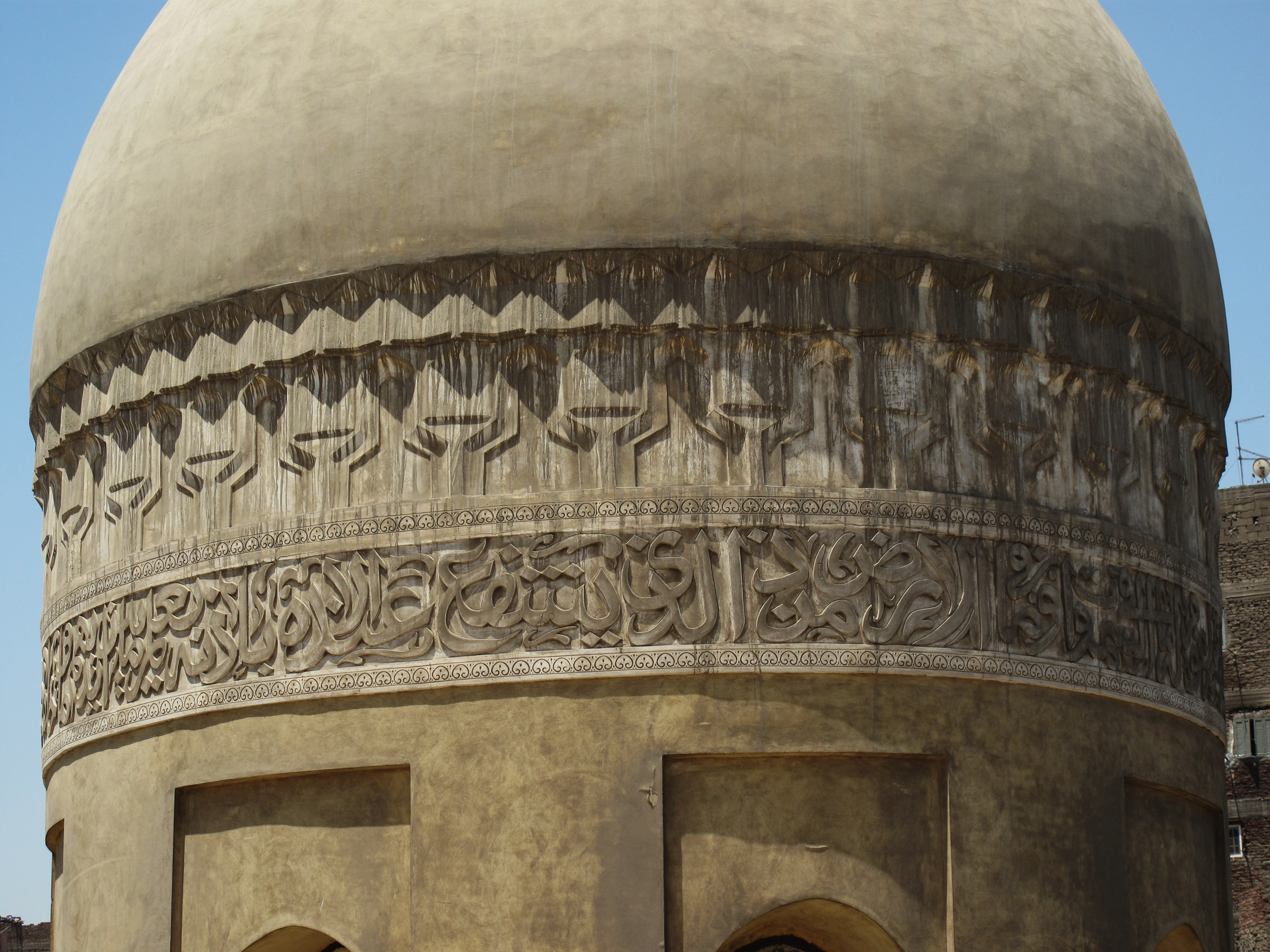
Tronversen på en kupol på Sarghatmishs madrasa i Egypten.